# 釧路鉄道
釧路鉄道（くしろてつどう）は、北海道東部の硫黄山で産出される硫黄の輸送を目的とした鉄道路線を運営した企業である。硫黄鉱山の専用鉄道として建設された路線を継承し、北海道内では2番目（北海道の私鉄では最初）の鉄道事業者となった。鉱山を経営していた安田財閥によって建設・運営されたが、鉱山を保有した原因であった山田銀行（本店・函館）への貸し付け分が回収され、安田財閥としての硫黄の採掘が中止されたため、開通から10年足らずで事実上廃止となった。
短期間で廃止となった硫黄鉱山の鉄道であったが、安田財閥の強固な財務基盤は釧路の硫黄鉱山によってなされたとも言われている。硫黄鉱山の開発によって釧路の石炭産業（現：太平洋炭鉱）、釧路港、根室銀行（後：安田銀行、現：みずほ銀行）開設と釧路地域開発のきっかけとなった。1921年（大正10年）の釧路開港35周年に安田善次郎は、功績により釧路区（現：釧路市）から表彰されている。

## 歴史
1872年（明治5年）に、佐野孫右衛門によりアトサヌプリ山麓の硫黄山で硫黄採掘が始まり、1886年（明治19年）に、北海道開拓使の方針に基づき、前年に開設された釧路集治監の囚人使役により開始された。佐野孫右衛門が亡き後は函館の山田銀行に譲渡され、さらに1887年（明治20年）に融資を受けていた安田善次郎に譲渡された。当時の運搬は当初は仁多（弟子屈）まで馬搬、仁多より川船を乗り継いで釧路まで下ったが、後に標茶まで馬搬になり、標茶から湧比別（後の五十石）まで50石船で、湧比別から釧路は100石船で運搬した。
標茶に大規模な精錬所が建設され、1887年（明治20年）4月より輸送のために硫黄鉱山専用鉄道の敷設が釧網本線標茶駅付近から跡佐登の24マイル余りの区間で開始され、同年12月に開通した。この建設も囚人使役で行われ、現在のような重機もない状況で、僅か7か月で建設している。さらにその後1889年（明治22年）に2マイル余り延長し、後年の釧路鉄道開業時と同じ総延長約43.2km（26マイル67チェーン）に達した。
また、標茶から釧路港まで釧路川の24キロメートルを浚渫し、前述の50石や100石船を小型蒸気船で牽引して積出港の釧路港まで輸送した。標茶から釧路港まで線路を敷設しなかったのは、間に釧路湿原が広がり、技術的に難しかったことが主な理由である。
採掘高は7万5千石に達していたが、過酷な鉱山労働で死亡者が続出、逃亡を図る囚人が斬殺されるなどの惨状を知った集治監の教誨師・原胤昭が、典獄・大井上輝前に進言したことにより陰惨な事実が表面化。安田善次郎との契約を破棄、1888年に囚人を引き揚げ、鉱山は労働力確保に事欠く状況に陥っている。
その後、沿線に開拓民が増えたことから、無賃の一般旅客なども行うことになった。1891年（明治24年）に釧路鉄道（本社：東京日本橋の安田銀行本店。資本金20万円）が設立された。1892年（明治25年）内務省から鉄道布設免許状と、補助金2万円を受けて同年9月8日から運営された。
徐々に硫黄の自然湧出量と生産量とが合わなくなり、また旧山田銀行への貸付分が回収されたため山田銀行社主に硫黄鉱山を返還し、1896年（明治29年）7月28日に安田の鉱山としては休止した（その後硫黄鉱山は1931年に別資本により操業を再開し、戦中戦後の休止を挟んで1970年まで操業した）。硫黄鉱山の専用鉄道から私設鉄道に転換したとはいえ、運輸収入の大半は硫黄輸送が占め、開拓民による旅客輸送はごくわずかで、採算が取れなくなり、8月1日には休止届を提出し運行休止、事実上の廃線となった。1897年（明治30年）10月31日に、北海道鉄道敷設法の建設予定路線と重なることもあり、釧路鉄道と政府の間で19万9千円で買収契約締結し会社を解散した。
1929年（昭和4年）8月15日、休止から33年後に開業した釧網本線標茶駅 - 弟子屈駅（現・摩周駅）間25.3kmのうち16.8kmに路盤が転用されている。

## 年表
- 1887年（明治20年）12月 硫黄鉱山専用鉄道として、標茶駅（現在の釧網本線標茶駅付近） - 跡佐登駅間で開通
- 1891年（明治24年） 釧路鉄道会社設立
- 1892年（明治25年）
  - 6月24日 内務省から鉄道布設免許状
  - 9月8日 釧路鉄道開業
- 1896年（明治29年）8月1日 運行休止。
- 1897年（明治30年）10月31日 釧路鉄道と政府の間で19万9千円で買収契約締結され会社を解散。
- 1929年（昭和4年）8月15日 標茶から弟子屈（現・摩周）の間が転用され釧網本線となる。

## 路線データ
- 路線距離：
標茶 - 跡佐登間41.8km[8]
ウノシコイチャルシベ - ヲンコチャル間1.4 km[8]
- 軌間：1067mm
- 複線区間：なし（全線単線）
- 電化区間：なし

レールはドイツ製のものを使用した。

## 駅一覧

### 硫黄運搬専用鉄道
標茶（しべちゃ） - 仁多（列車交換のための休泊場）- 跡佐登（あとさのぼり）

### 旅客扱い開始後
標茶 - 磯分内（いそぶんない） - ニタトロマップ - 美留和（びるわ） - ウノシコイチャルシベ - ポンチクワッカ（貨物駅） - 跡佐登
ウノシコイチャルシベ - ヲンコチャル（貨物駅）

## 運行形態
日本最初の月刊時刻表『汽車汽船旅行案内』（庚寅新誌社）の創刊号、1894年（明治27年）10月号によると、旅客列車は1日4往復が設定され所要時間は約2時間。
全列車がニタトロマップ駅（本時刻表では「ニタトリマップ」と記載）で行き違いをおこなっていた。
運賃は全線で26銭となっている。

## 輸送・収支実績
| 年度 | 乗客（人） | 貨物量（トン） | 営業収入（円） | 営業費（円） | 益金（円） |
| ---- | ---------- | -------------- | -------------- | ------------ | ---------- |
| 1892 | 1,284      | 9,733          | 4,475          | 4,105        | 370        |
| 1893 | 3,273      | 21,612         | 10,771         | 10,352       | 419        |
| 1894 | 4,206      | 23,639         | 11,870         | 10,442       | 1,428      |
| 1895 | 4,590      | 25,560         | 12,877         | 12,937       | ▲ 60       |
| 1896 | 2,089      | 8,361          | 4,895          | 7,698        | ▲ 2,803    |

- 「国有及私設鉄道運輸延哩程累年表」「国有及私設鉄道営業収支累年表」『鉄道局年報』明治40年度（国立国会図書館デジタルコレクション）より

## 車両
1887年アメリカ・ボールドウィン製の車軸配置0-6-0 (C) 形テンダー式蒸気機関車2両とイギリス製の貨車（一部は客車に改造）が輸入され使用された。日本に輸入されたのは二番目となる日本鉄道史で貴重な車両である。ちなみに釧路港1回目の輸入が、この車両になる。蒸気機関車の詳細は、「国鉄7000形蒸気機関車」を参照。
1896年時点の保有車両は、蒸機2、客車2、貨車24となっている。